# آبادان، کبوک
آبادان، کبوک (به لاتین: Abadan, Çubuk) در ترکیه است که در استان آنکارا واقع شده‌است.